# Salustio
Cayo o Gayo Salustio Crispo  (Amiternum, 1 de octubre de 86 a. C.-Roma, 13 de mayo de 34 a. C.) fue un historiador romano. Por su obra es considerado como uno de los más importantes historiadores latinos del siglo I a. C. y de toda la latinidad.

## Vida política
Perteneciente a una familia plebeya, Salustio nació en Amiternum el 1 de octubre del año 86 a. C. Tuvo una infancia y juventud enfermizas. Su familia se trasladó bien pronto a Roma, donde Salustio pudo comenzar su carrera política. Lo afirma él mismo:

Sed ego adulescentulus initio, sicuti plerique, studio ad rem publicam latus sum ibique mihi multa advorsa fuere.
Mas yo, desde muy joven, como muchos me dediqué a la política por afición y allí tuve muchas experiencias negativas.
De Catilinae coniuratione, 3, 3

De hecho, en sus escritos será bastante crítico con la corrupción de las costumbres, que había tenido ocasión de observar durante su formación en Roma, lamentando la pérdida de los valores antiguos (pristinae virtutes) del pueblo romano. En esos años mostró una inclinación hacia la filosofía, en especial el Pitagorismo, a través de la escuela de Publio Nigidio Fígulo.

### Cursus honorum

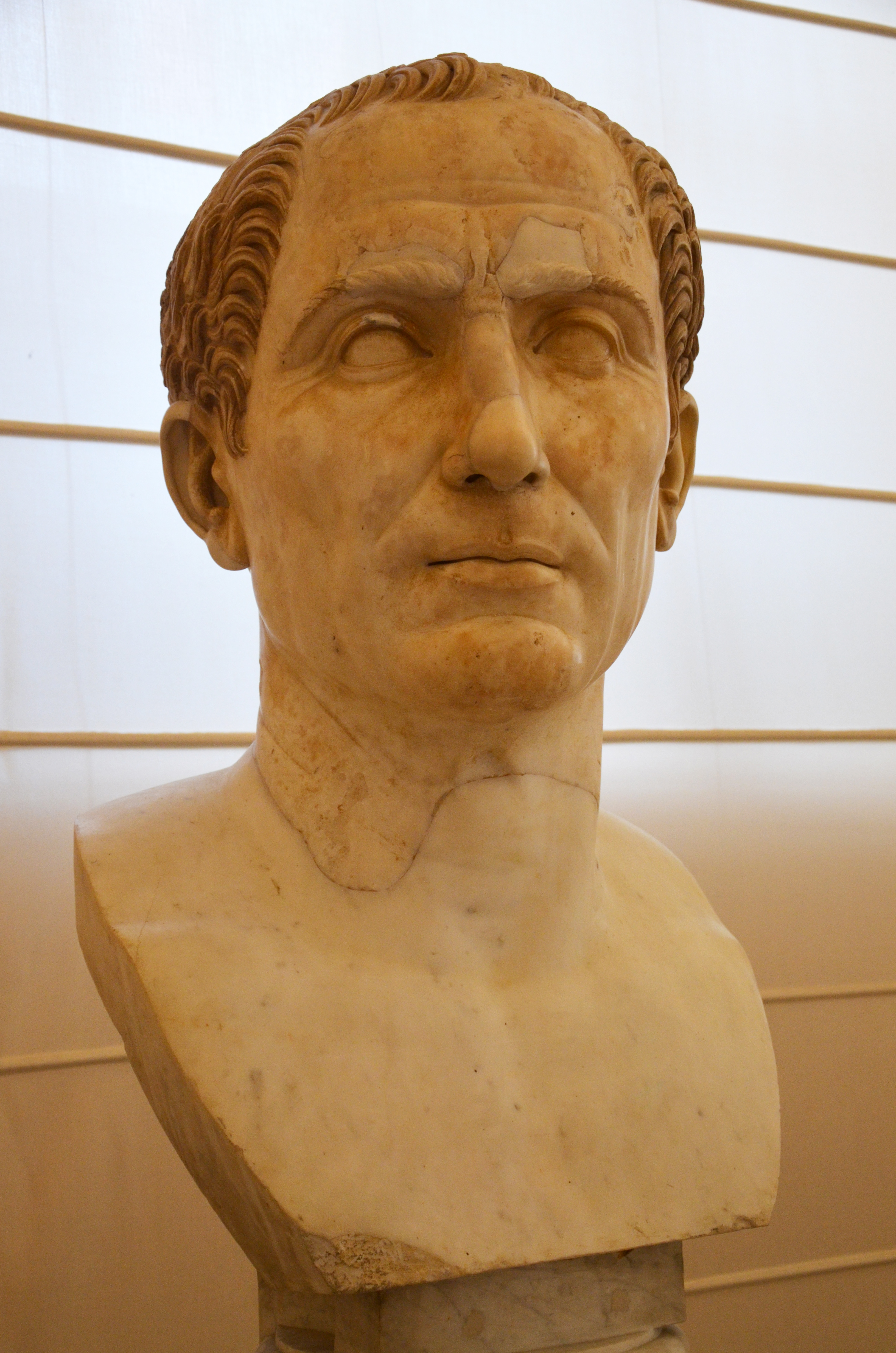
Busto de Julio César.

Ganó las elecciones a cuestor plebeyo del año 54 a. C. y fue elegido tribuno de la plebe en 52 a. C., el mismo año en que Clodio fue asesinado en una reyerta callejera por los seguidores de Milón. Sin embargo, no siguió una carrera política normal, pues saltó varios puestos. Esto se puede deber a su cercanía a Julio César o a su posible posición de cliente de Marco Licinio Craso, que le hubiera abierto las puertas a cargos políticos y que le habría confiado información que emplea en sus obras.
En el 52 a. C. fue tribuno de la plebe, precisamente el año en que Publio Clodio Pulcro fue asesinado por Milón. Por entonces, el ambiente en Roma estaba enrarecido debido a la lucha entre optimates y populares, que había desembocado en verdaderas peleas entre bandas armadas. César se propuso como líder de la facción popular, aun cuando la guerra contra los galos lo mantenía alejado. Salustio tomó su partido y se opuso a Milón y con él a Cicerón. Se cree también que Milón era contrario a Salustio por motivos personales: años antes había sido sorprendido cometiendo adulterio con la mujer de Milón, delito por el que había sido fustigado y pagar una multa.
En el proceso por homicidio, Cicerón defendió a Milón, pero no logró pronunciar su discurso por el tumulto de la turba y por temor a los compañeros de Clodio que se encontraban en el foro. Milón fue condenado al exilio.
En el año 51 a. C., Salustio fue elegido senador, donde mantuvo el apoyo que había dado al partido de César en la lucha contra Pompeyo. No obstante su amistad con César, un año después fue expulsado del Senado por el censor Apio Claudio Pulcro bajo la acusación de inmoralidad grave. Parece que se trató más bien de una venganza política actuada por parte de la oligarquía senatorial, y en particular por Apio Claudio y por Lucio Calpurnio Pisón, censores aquel año, que además eran declarados pompeyanos.

### Jefe del partido cesariano y propretor en África

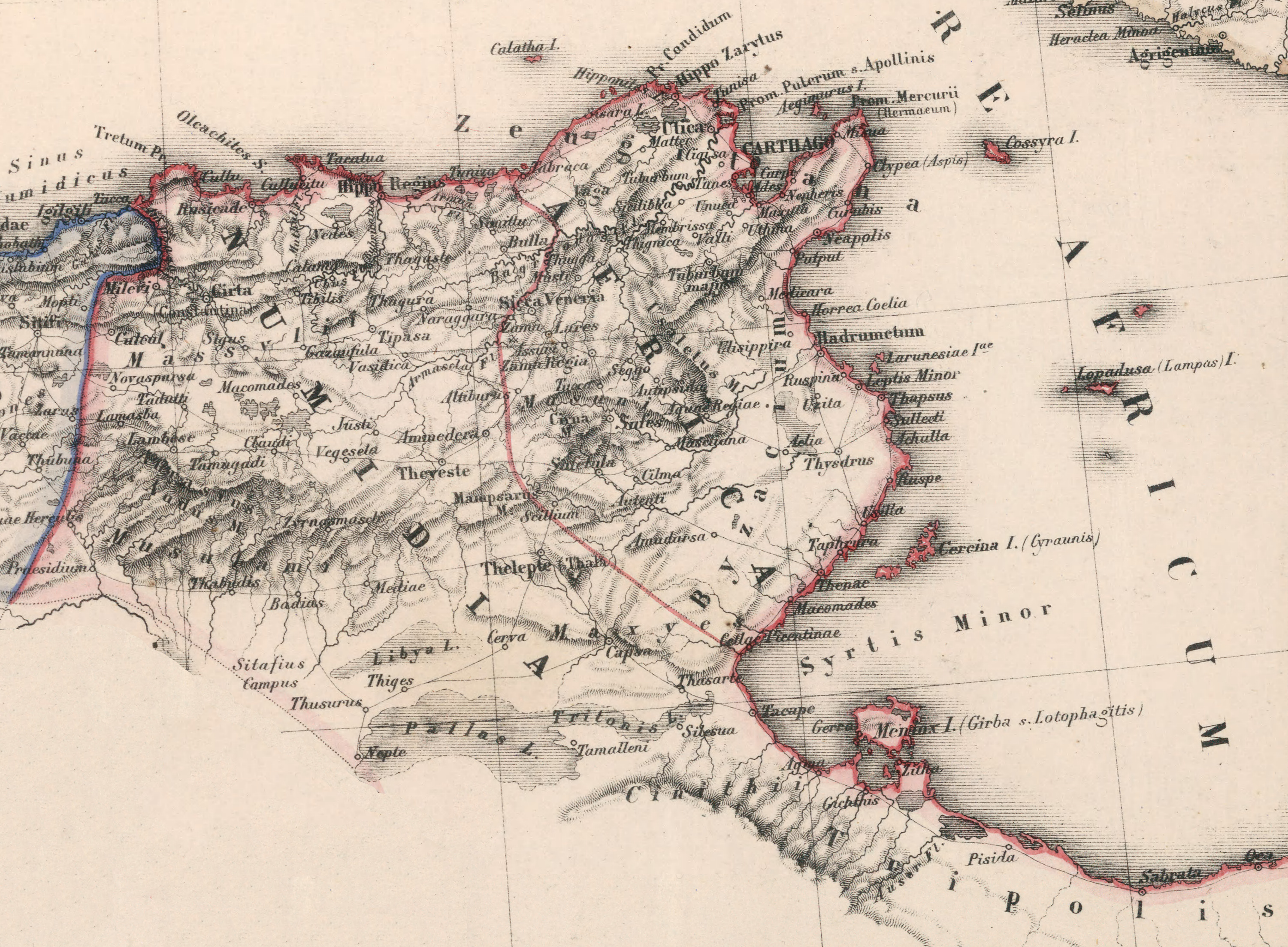
La Numidia, convertida en provincia después de la guerra civil con el nombre de Africa Nova.

Inmediatamente tras la expulsión del senado, Salustio se dirigió a la Galia para encontrarse con César, mientras este se preparaba para completar su campaña militar contra los galos. Luego Salustio estuvo al lado de César durante la guerra civil del 49 a. C. Ese mismo año, y sin duda debido a la influencia del mismo César, fue reinstaurado en el Senado.
Durante el año 46 a. C. ejerció el cargo de pretor, acompañando a César en su campaña de África. Ejerció algunos importantes encargos militares, en particular la dirección de una exitosa expedición contra la isla de Cercina (luego Chergui) en el archipiélago de los Querquenes, ocupada por los pompeyanos. La idea era arrebatarles las reservas de trigo. Ese mismo año participó en la derrota efectiva de los restos de los partidarios de Pompeyo en Tapso.
Como recompensa por sus servicios, Salustio fue reconfirmado como pretor y nombrado gobernador de la provincia de Africa Nova como propretor. Durante los dieciocho meses de su mandato pudo, según la costumbre del tiempo, enriquecerse sin medida, apoderándose de las riquezas del último rey númida Juba I y cometiendo toda clase de corrupción financiera sobre las entradas públicas. Su mal gobierno le valió, a su regreso a Roma, la acusación de de repetundis.

### Abandono de la política y últimos años

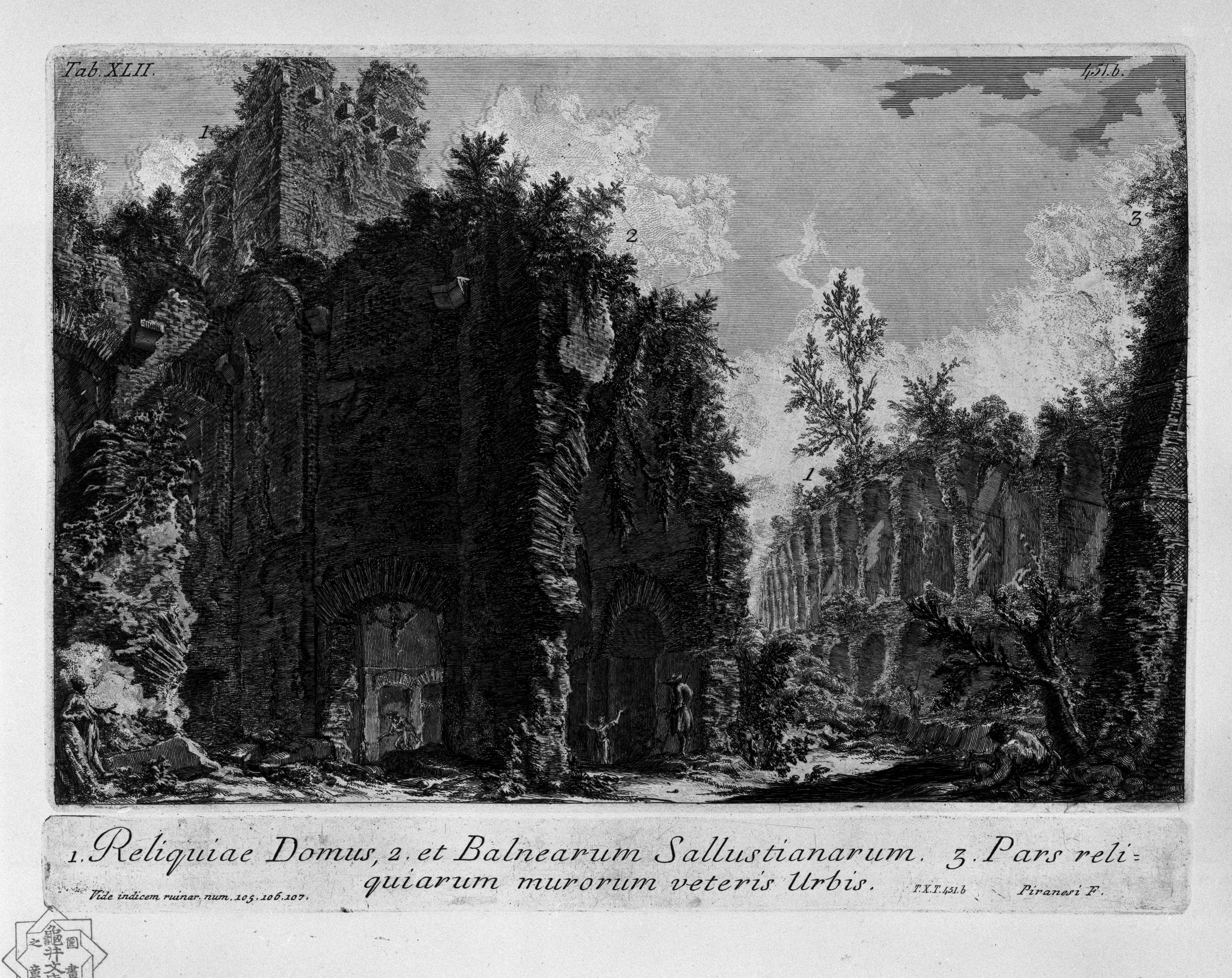
Incisión de Giovanni Battista Piranesi que muestra los Horti Sallustiani.

A su vuelta a Roma, compró con los recursos acumulados una propiedad en Tívoli, terreno que antes había pertenecido a César y se hizo edificar en Roma una suntuosa casa entre el Pincio y el Quirinal, lugar conocido como los Horti Sallustiani. Estos jardines, más tarde, pertenecerían a los emperadores.
Acusado nuevamente de concusión, logró con gran dificultad evitar la condena, pero su carrera política, irremediablemente comprometida tras este episodio, podía considerarse concluida. Quizás fue el mismo César quien le sugirió, o incluso le impuso, el retiro a la vida privada para evitarle una condena ulterior y una nueva y degradante expulsión del Senado.
Luego se casó con Terencia, exmujer de Cicerón, de la que este último se había divorciado hacia el 46 a. C.
Tras el asesinato de César, Salustio se retiró de la vida pública, dedicándose por completo a la literatura histórica, y a desarrollar aún más sus jardines, en los que gastó gran parte de la fortuna que había acumulado. Sin embargo, su obra historiográfica quedó incompleta debido a la muerte que lo sorprendió probablemente el 13 de mayo de 34 a. C.
En realidad, en el proemio del De Catilinae coniuratione, Salustio quiere hacer creer que siempre consideró su carrera política como una tormentosa fase transitoria, antes de llegar al suspirado puerto de la historiografía:

Sed, a quo incepto studioque me ambitio mala detinuerat, eodem regressus statui res gestas populi Romani carptim, ut quaeque memoria digna videbantur, perscribere, eo magis, quod mihi a spe, metu, partibus rei publica animus liber erat.
En cambio, volví a aquel proyecto y a aquella afición de la que una mala ambición me había distraído, y decidí narrar las empresas del pueblo romano por episodios, en la medida en que me parecían dignas de recuerdo; más aún ya que para entonces tenía el ánimo libre de esperanzas, temores, facciones.
4, 2

Fuera del gobierno de la provincia de África Nova no tuvo roles de primer plano en política; incluso se podría afirmar que políticamente fue un fracasado, ya que no logró afirmarse como otros contemporáneos suyos. Sin embargo, la fama la obtuvo más bien por su labor historiográfica.

## Obra literaria
Sus relatos de la llamada Conjuración de Catilina (De Catilinae coniuratione o Bellum Catilinarum) y de la Guerra de Yugurta (Bellum Iugurthinum), han llegado hasta nosotros completos, junto a fragmentos de su mayor y más importante trabajo, Historiae, una historia de Roma desde el 78 a. C. al 67 a. C., que pretende ser una continuación del trabajo de Lucio Cornelio Sisenna. Fueron escritos cuando los conflictos entre Octaviano y Marco Antonio que llevaron a una guerra civil el año 33 a. C. se estaban delineando.

### La conjuración de Catilina

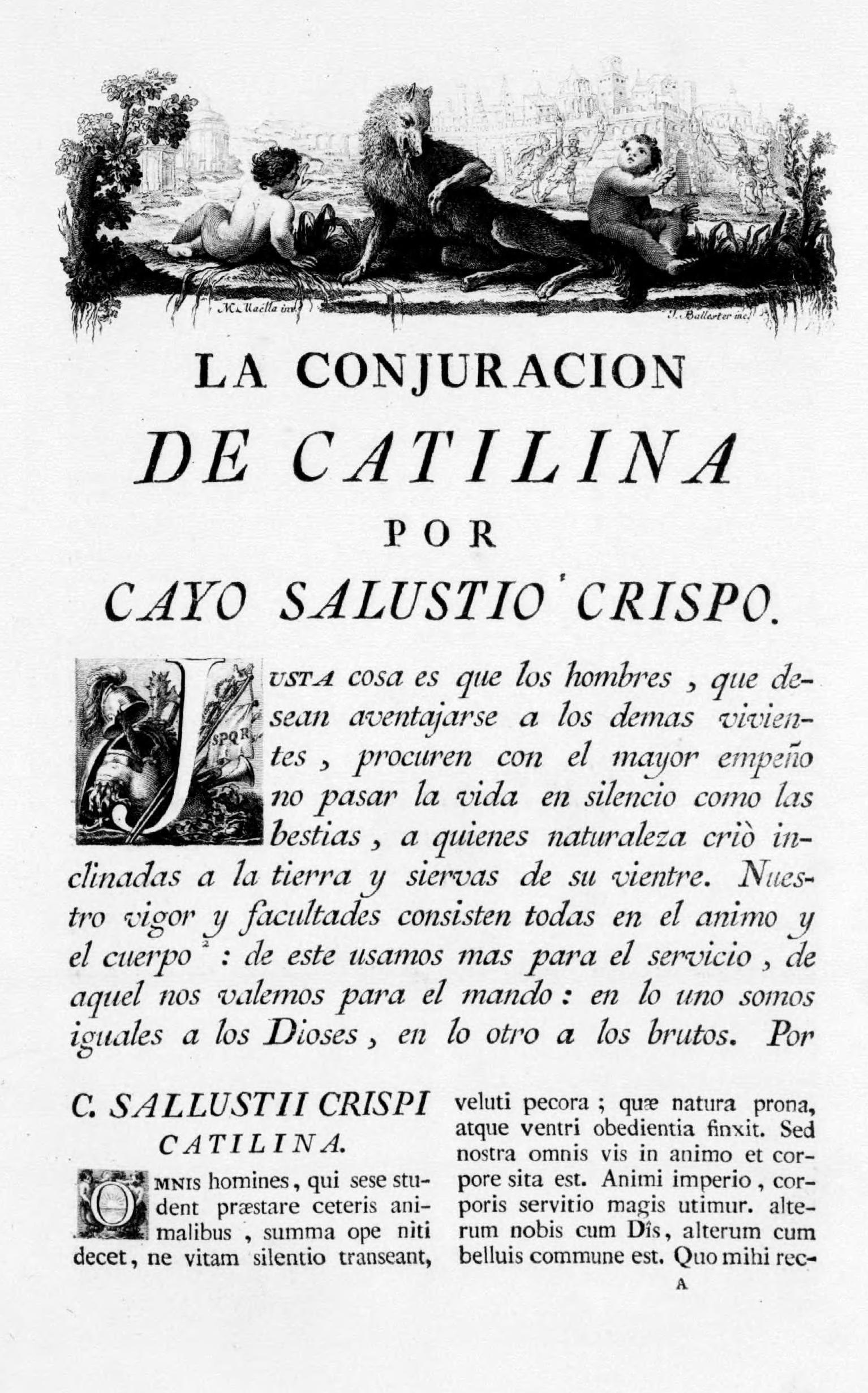
Primera página de la edición de La conjuración de Catilina de Joaquín Ibarra (Madrid, 1772).

La conjuración de Catilina (su primer trabajo publicado) contiene la memorable historia del año 63 a. C. Salustio adopta el punto de vista normalmente aceptado de Catilina, describiéndole como un enemigo deliberado de la ley, el orden y la moralidad, y no ofrece una explicación comprensiva de sus motivos e intenciones. Catilina, debe recordarse, apoyó al partido de Sila, al cual se oponía Salustio. Podría ser cierto, según la teoría de Theodor Mommsen que Salustio estuviera particularmente ansioso por limpiar el nombre de su patrón de cualquier complicidad en dicha conspiración.[cita requerida]
Al escribir sobre la conjuración de Catilina, el tono y el estilo de Salustio, y las descripciones del comportamiento de la aristocracia muestran su preocupación por el declive de la moral romana. Al tiempo que vierte sus invectivas contra el carácter depravado y los viciosos actos de Catilina, no deja de constatar que este hombre tenía muchos rasgos nobles, de hecho, todos los necesarios para el éxito social de un romano.
Este tema le dio la oportunidad de explayarse en su retórica a expensas de la vieja aristocracia romana, cuya degeneración se encargó de mostrar en su más oscura faceta. En su conjunto, no es injusto con Cicerón.

### La guerra de Jugurta
En su Guerra de Jugurta, de nuevo, aunque presenta un interesante y valioso monográfico, no ofrece un resultado satisfactorio. Debemos asumir que Salustio recolectó y unió materiales diversos durante su periodo como gobernador en Numidia. También aquí se queja de la debilidad del senado y la aristocracia, demasiado a menudo con una vena moralizadora y filosófica, aunque como historia militar es un trabajo poco satisfactorio en aspectos geográficos y detalles cronológicos.

### Otros trabajos

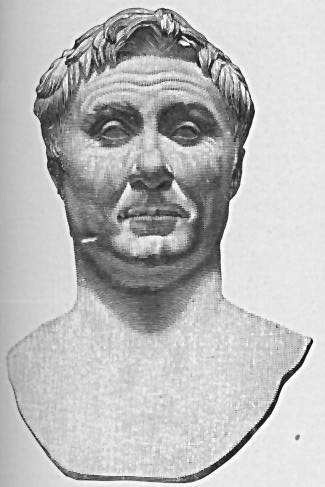
Busto de Pompeyo.

Tras las dos monografías, Salustio se cimentó también en una obra analística de más amplias miras, las Historiae. Debían narrar, según el modelo per annum, la historia de Roma desde el 78 a. C., año de la muerte de Sila hasta el 67 a. C. (año de la campaña victoriosa de Pompeyo contra los piratas). Por tanto, se trata del período que ya en la primera monografía había sido definido como crucial en el proceso de progresiva corrupción y degeneración del estado republicano.
Los fragmentos supervivientes de esta obra (algunos de ellos descubiertos en 1886) son suficientes para mostrar al partidario político, que se complace en describir la reacción contra la política y la legislación del dictador tras la muerte de este. También muestran la estructura de la obra: cinco volúmenes que tras el prólogo inicial incorporaba una amplia retrospección sobre el medio siglo precedente. En el centro del libro I campeaba la figura de Sila; en el segundo dominaban la guerra de Pompeyo en Hispania y en Macedonia; en el III las guerras mitridáticas, el final de la guerra contra Sertorio y la revuelta de Espartaco; el libro IV trataba los hechos del período que va desde el 72 a. C. hasta el 70, con la conclusión de la tercera guerra servil; el V cuenta el final de la guerra de Lúculo y la guerra de Pompeyo contra los piratas.
Es lamentable la pérdida de este trabajo, que podría haber aportado mucha luz sobre este periodo lleno de acontecimientos, que incluirían la guerra contra Sertorio, las campañas de Lúculo contra Mitrídates VI del Ponto, así como las victorias de Pompeyo el Grande en el este. Los textos supervivientes son de proporciones más bien extendidas, y contienen cuatro discursos y dos cartas, recogidas para uso escolástico en las escuelas de retórica; entre los discursos sobresale el de Lépido contra el sistema de gobierno de los silanos. Entre las cartas tiene notable relevancia la que Salustio imagina escrita por parte de Mitrídates VI al rey de los partos Arsace XII, y que da voz a la protesta de los provinciales contra el despotismo romano.
El cuadro general mantiene un marcado pesimismo; en la narración se presenta a aventureros y corruptos, en un clima de grave decadencia. De hecho, tras la muerte de César, no había para Salustio posibilidad de esperanzas o proyectos de rescate. Su admiración va hacia aquellos rebeldes que, como Sertorio, se pusieron como jefes de un reino independiente en la península ibérica, y que contestan abiertamente las instituciones republicanas, llegando a la fama gracias al propio valor y no a maniobras demagógicas. En cambio, Pompeyo es caracterizado de manera polémica: Salustio, fiel a su política pro Caesare, no pierde oportunidad para presentarlo como un activista, que desencadena las más bajas pasiones del pueblo solo por fines políticos.

### Obras espurias y perdidas
Existen también varias obras erróneamente atribuidas a Salustio o que se perdieron. Probablemente no son suyos los escritos incluidos en la así llamada Appendix Sallustiana: dos Epistulae ad Caesarem senem de re publica, que reflejan de todos modos las ideas y el estilo de Salustio (la primera, que habría sido escrita hacia el 46 a. C. sugiere al dictador romano el ejercicio de la clemencia; la segunda, alrededor del 50 a. C., es la exposición de un programa político unido a los populares y la Invectiva in Ciceronem, considerada auténtica por Quintiliano, pero que probablemente fue obra de un retórico de edad augustea, como las otras obras espurias, que son todas, verosímilmente, ejercicios escolásticos de edad sucesiva. En particular, lo que permite afirmar que las dos Epistulae no son auténticas es el apelativo senem atribuido a César en el título: César no llegó nunca a la ancianidad (el apelativo senex se reservaba a quienes habían llegado a los 65 años de edad), sino que fue llamado así para distinguirlo de su hijo adoptivo, Octaviano. Este detalle reenvía a una edad posterior a la muerte de Salustio. Es evidente que también pronunció discursos pero no se tiene rastro escrito de ellos. La noticia según la cual el historiador habría compuesto un poema filosófico sobre las doctrinas pitagóricas con el título de Empedoclea, es un error de comprensión medieval, ya que probablemente la obra fue escrita no por él, sino por un homónimo, Gneo Salustio, amigo de Cicerón.

## Pensamiento
La figura de Salustio es bastante representativa de la complejidad y de las tensiones de la societas romana, la cual, precisamente durante la vida del historiador, era protagonista de una gravísima crisis que llevó al colapso de la res publica y a la llegada del principatus con Octaviano Augusto. En una situación tan complicada, en la que la lucha por el poder era increíblemente brutal y parecía evidente un casi incolmable vacío de ideales, no era posible asumir una posición ideológica definitiva. Como prueba de ello, se puede ver la enorme contradicción entre el comportamiento político de Salustio y sus declaraciones de principios. Tuvo un comportamiento de oportunista sin escrúpulos, y por ello recibió una merecida condena; al contrario sus concepciones ideológicas están marcadas por un irreprensible moralismo, con una fuerte nostalgia por las virtudes antiguas y por una condena —igual de fuerte— de la inmoralidad de las clases que gobernaban Roma por aquel entonces.

### Historiador por el bien del Estado
Excluyendo los dos comentarios de César, Salustio es el primer gran historiador de Roma. Dio un cambio de timón a aquel proceso de evolución de la historiografía, entendida como una obra noblemente literaria, como una relectura de los eventos en clave política, y como forma de intervención en la vida del Estado, según la tradición analística de los historiadores de clase senatorial de los siglos anteriores.

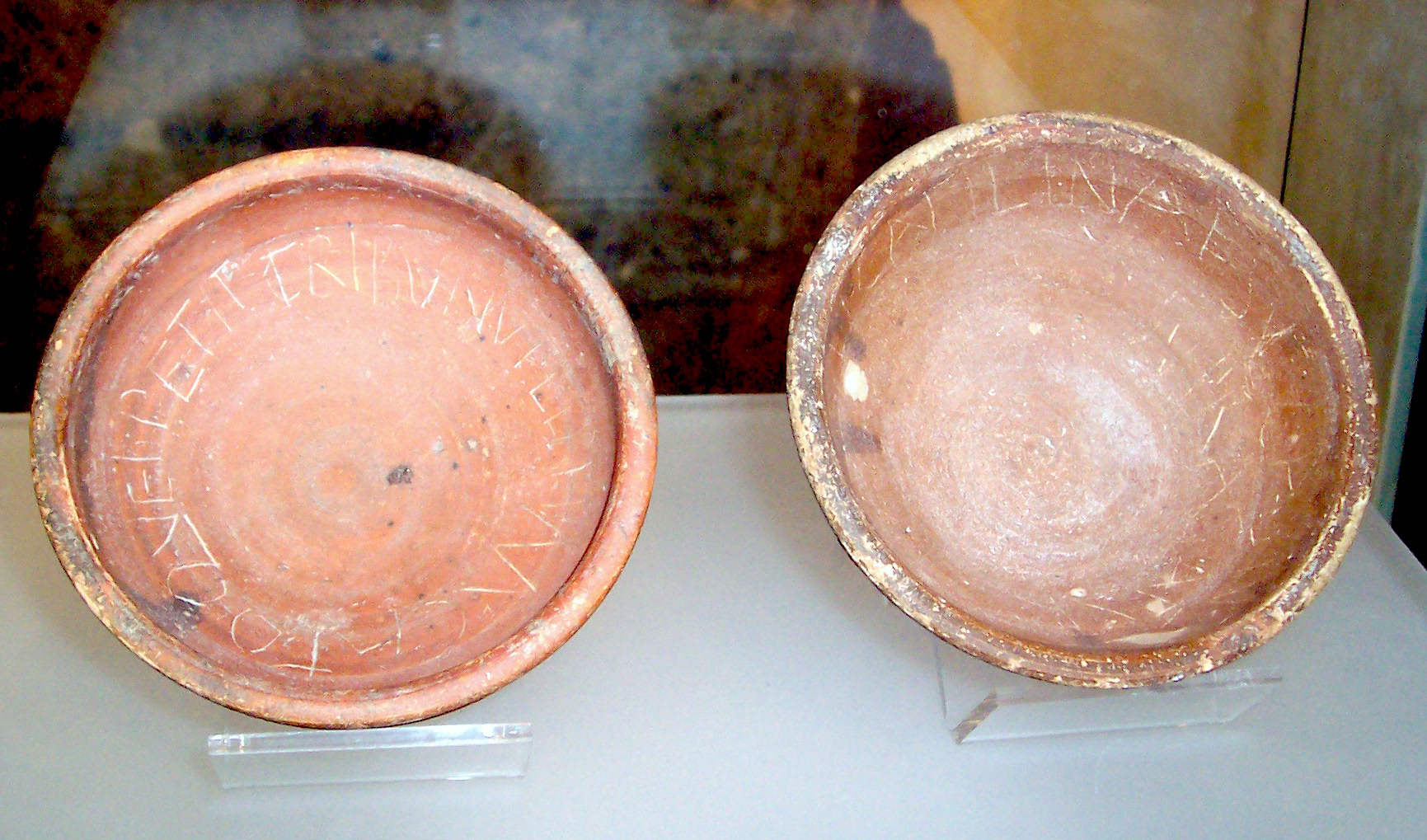
Propaganda electoral de Catilina y Catón.

La finalidad esencialmente política de la reflexión histórica de Salustio emerge en primer plano durante los largos prólogos de ambas monografías; en ellas el autor se esfuerza por justificar el acercamiento a la historiografía como una prolongación indirecta y una forma sustitutiva de compromiso político. Salustio siente la necesidad de aclarar al público romano, tradicionalmente convencido de que hacer historia es más importante que escribirla, cómo la historiografía sea un modo distinto, pero no por ello inútil, de trabajar por le bien de la «civitas». En este sentido es necesario interpretar la elección del género monográfico, que constituía para el público romano (y sin auténticos precedentes ni siquiera en la historiografía griega) una novedad respecto a la tradicional forma de los anales. Justificable también por razones puramente literarias (en la época de los poetae novi, dominada por el nuevo gusto alejandrino, de hecho era vivo el deseo por obras breves y más elaboradas), esta elección se explica sobre todo por su función aclaradora y didáctica en relación con los lectores, ya que favorece la focalización de la atención en un problema único y específico, prestándose a profundas reflexiones sobre la historia de Roma, en especial sobre temas sociales e institucionales. La investigación histórica se transforma así en una ilustración de la crisis de la res publica oligárquica y en la búsqueda de las raíces profundas de tal crisis; aun cuando se limite la atención en dos argumentos considerados «menores» desde el punto de vista histórico, como la conjuración de Catilina o el escándalo de la guerra jugurtina, Salustio profundiza de manera analítica en las dinámicas que fundamentan aquel proceso dramáticamente en acto, que estaba produciendo el derrumbe, moral antes que institucional, de las bases del estado republicano, que desembocarán en la caída de la República y en el advenimiento del Imperio.

### Mensajero de la caída de lares publica
Por tanto, si la crisis de la res publica es el problema que las dos monografías iluminan con extremada sistematicidad de reflexión, sin embargo, el autor evita cuidadosamente aislar tal temática, escogiendo en cambio, para lograr una mayor eficacia de análisis, colocarla en el trasfondo de una visión más orgánica de la historia romana. Tal visión de conjunto emerge en algunos momentos destacados de las dos obras; por lo demás, Salustio procede por cuadros emblemáticos y profundizados.

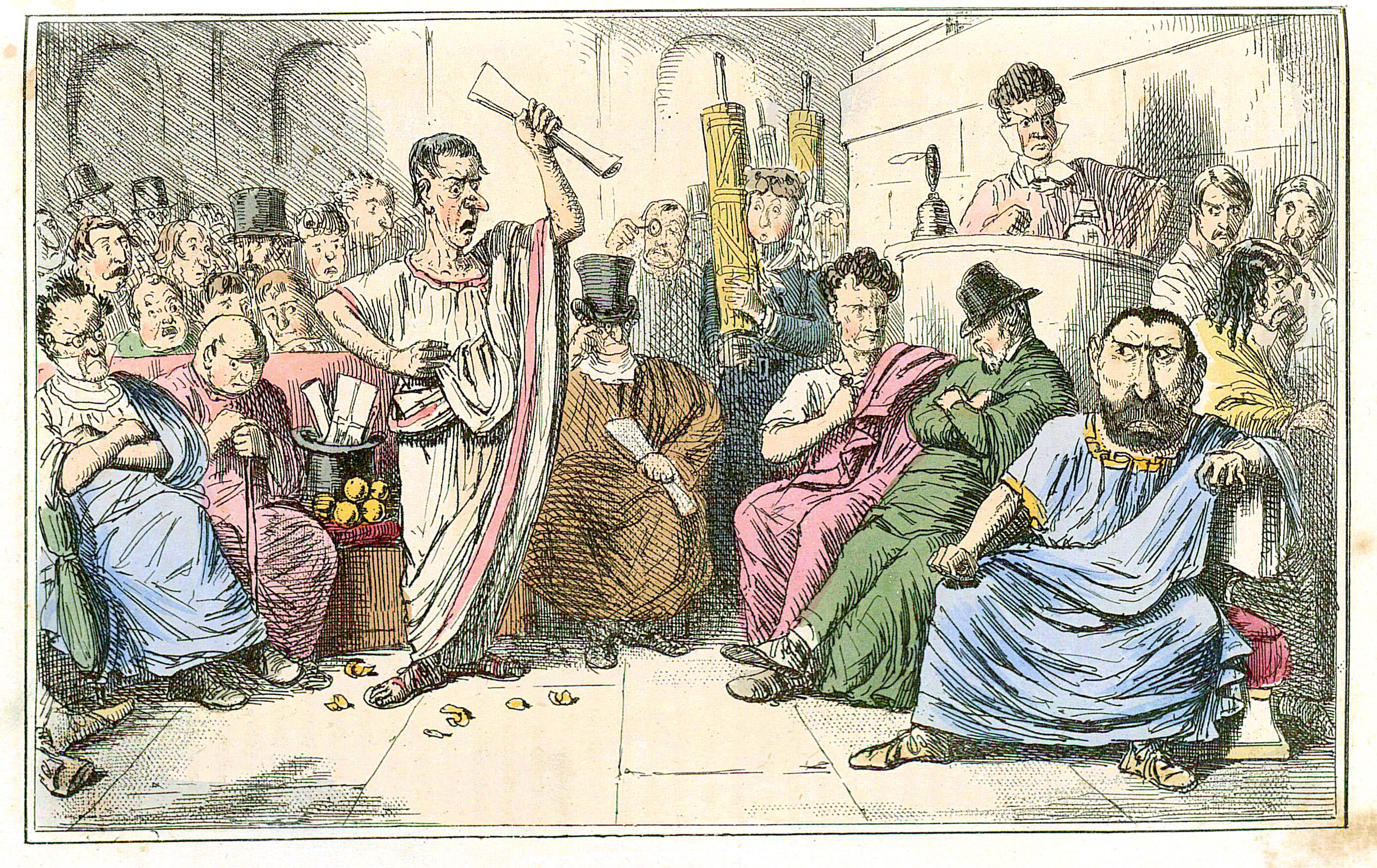
Caricatura del del descubrimiento por parte de Cicerón de la conjuración de Catilina.

En el De Catilinae coniuratione el autor se goza en representar los males escondidos de una sociedad que llegó a ser rica y poderosa tras las victorias sobre sus enemigos externos (sobre todo Cartago), pero que luego había abandonado los valores que fundamentaban tales éxitos: la justicia, el desinterés, la rectitud, la severidad de vida, el altruismo, es decir, los valores fundamentales del mos maiorum tradicional. En este sentido son especialmente importantes los capítulos del 6 al 13: tras haber abandonado estos ideales, la ciudad se había dividido en factiones. Es el tema de otra digresión, de gran tensión ético-política, entre los capítulos 36 y 39 que recorre las causas que motivaron a la plebe a dar crédito a la revolución de Catilina. La nobilitas corrupta, en vez de constituir, como en el pasado, la guía segura del Estado, podía ceder ante formas de verdadera criminalidad política: Catilina es la encarnación del peligro eversivo que amenazaba ya abiertamente a la res publica.
En el Bellum Iugurthinum Salustio se concentra en una época precedente, en un momento de retorno a los orígenes del mal que, se presupone, podrá ser derrotado siempre que se extirpen sus raíces. En la digresión de los capítulos 41-42, el autor denuncia el estado de corrupción en que se encontraba la aristocracia romana en tiempos de la Guerra de Jugurta: aquí, según su opinión, se encuentra el origen de la débil conducta de guerra, y, más en general, de los males de la res publica. Junto a la primera victoriosa resistencia de los populares, se delinea en la obra aquella radicalización del choque político en las dos facciones opuestas que habría conducido a las sucesivas fases de la crisis institucional, desde la guerra civil entre Mario y Sila (de la que el Bellum Iugurthinum constituye de hecho el preámbulo) a la coniuratio liderada por Catilina, hasta el conflicto generalizado entre César y Pompeyo.
Finalmente, en las Historiae, el escritor esbozó el cuadro «mundializado» de una crisis que parecía irreversible. El proceso de disgregación de la res publica se extiende a toda la cuenca del Mediterráneo y al mismo tiempo se carga, en los fragmentos que se han conservado, de un pesimismo amargo y «cósmico».

### Acusaciones contra lanobilitas

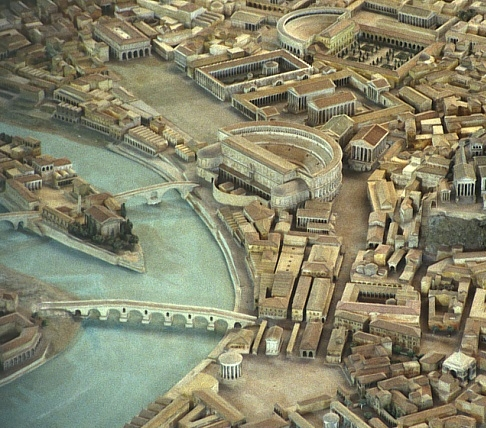
Reconstrucción de Roma en tiempos de Salustio.

A partir de este cuadro orgánico histórico-político, que en el arco de las tres obras parece que poco a poco se hace más preciso y profundo, se descubre que las causas principales de mal del Estado residen en la ambitio (sed de poder) y en la avaritia (deseo de dinero) de la aristocracia senatorial. Salustio ataca sin piedad a los demagogos, que soliviantan al pueblo con falsas promesas, y contra los nobles, que se hacían con la dignidad senatorial para consolidar y extender riquezas y dominios. Especialmente tras la dictatura de Sila, la nobilitas senatoria, perdido cualquier freno y ya lista a cualquier compromiso y aventura política, encuentra un gran polvorín en el panorama social y humano muy variado de Roma, punto de encuentro de desheredados, pobres, campesinos depauperados, ex posesores endeudados, libertos sin patrón. Fuera de Roma, los provinciales (las poblaciones provinciales) ya no toleran los crímenes de los gobernantes, mientras que los esclavos constituyen una reserva a bajo precio para las revueltas.
Este diagnóstico, desapasionado y a veces cruel, concuerda con ese tono «dramático» que es una característica fundamental de la historiografía salustiana. Además el autor evita ir a fondo en su análisis, pues no quiere desvelar la disparidad insostenible por la que en la decadencia de la res publica, los ricos se hacían cada vez más ricos y poderosos, y los pobres cada vez más pobres y privados de esperanzas. Sin embargo, se queda fundamentalmente en una posición moderada; no desea la destrucción de las bases sociales del Estado y busca más bien precisar las causas morales que causan la enfermedad de Roma. Su análisis toca algunos aspectos socioeconómicos de la crisis y esta es también una novedad propia de la monografía salustiana.

### Soluciones contra la corrupción del Senado
En cuanto a las propuestas, Salustio desea que acabe el mos partium et factionum («régimen de las facciones»), y que llegue un poder super partes, en las manos de César, que dé cuerpo a un programa de reordenamiento del Estado y de fortalecimiento de sus estructuras sociales. Junto con restablecer la concordia entre las clases ricas, es necesario ampliar la base senatorial, «enrolando nuevas levas» de la élite municipal. Estos eran los puntos más importantes del programa emprendido por César durante su dictadura y es bien sabido que Salustio, además de ser un fuerte opositor de la clase senatorial, era un abierto sostén de la política cesariana. El plan reformista de César se basaba en la alianza de clase entre equites (que detentaban en exclusiva el monopolio comercial) y el entonces potentísimo ejército.
Se trataba de un designio antinoble y antisenatorial, un designio que César había intentado hacer más aceptable, a diferencia de las soluciones más radicales de la política de los Gracos, evitando tocar los privilegios de los cetos de poseedores en la península, a los que el mismo Salustio pertenecía. Hacia los dos célebres hermanos tribunos de la plebe, Salustio muestra una desconfianza abierta: según su opinión no es la revolución social, la distribución de las tierras a los que no tienen, o la cancelación de las deudas las que pueden constituir un remedio a la crisis, sino más bien la ampliación de la clase dirigente y, sobre todo, su profunda regeneración moral.

## Estilo
Salustio es considerado el renovador de la historiografía latina. Su estilo está fundado en la inconcinnitas de sus maestros Tucídides y Catón. Este período se había caracterizado por la renovación del arte oratorio por obra de Cicerón y de la poesía artística con los poetae novi. Un cambio en la historiografía se hacía sentir. Se esperaba que Cicerón, con su estilo fluido y armonioso incidiese también en este campo, concibiendo la historia como opus oratorium maxime (idea de matriz helenística). Sin embargo, el que se afirmó fue el estilo «original» de Salustio.

### Modelos

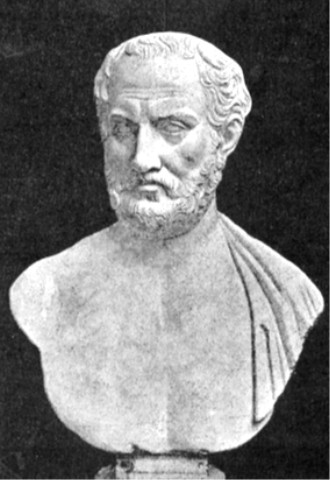
Busto de Tucídides.

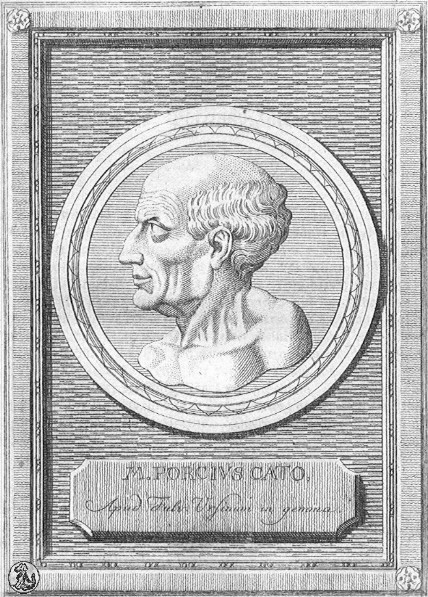
Retrato de Marco Porcio Catón.

Salustio recoge del historiador griego la capacidad de ampliar la importancia de un hecho insertándolo en un contexto más vasto de causas: es lo que hace, por ejemplo, en el capítulo 6 del De Catilinae coniuratione, donde imita conscientemente el vasto reconocimiento tucidideo de la historia griega arcaica presente en el primer capítulo de la guerra del Peloponeso, o bien en los discursos de los protagonistas, verdaderas pausas de interpretación de los hechos más que piezas de gran valor retórico.
De Catón en cambio toma la concepción moralística de la historia como edificación moral colectiva, y por tanto, como celebración nostálgica y severa de un pasado glorioso que opone a los elementos disgregativos que destruyen la civitas contemporánea. No es casual que la búsqueda de las causas más profundas, según la forma historiográfica de Tucídides, se una con los tonos solemnes de la denuncia de la crisis moral, derivados de Catón.

### Inconcinnitasy particularidades estilísticas
Al contrario de Cicerón que se expresaba con un estilo amplio, articulado, rico de subordinación, Salustio prefiere un discurso irregular, lleno de asimetrías, antítesis y variaciones de construcción; tal estilo toma el nombre de inconcinnitas (desarmonía). El dominio de una técnica tal crea un efecto de gravitas, produciendo una imagen esencial de lo que se describe.
De Tucídides, Salustio toma la esencialidad expresiva, las sentencias bruscas y elípticas, la irregularidad y variabilidad del texto, un período coordinado, lleno de frases nominales, omisión de uniones sintácticas, elipsis de verbos auxiliares (con un uso rítmico y continuo del infinitivo narrativo y del quiasmo): evita las estructuras balanceadas y las cláusulas rítmicas del discurso oratorio. De Catón toma el discurso solemne, con actitud moralizante, una lengua a veces severa y áulica, a veces popular, ruda en las formas, austera y de tono arcaico, como en la poesía épica, que anticipa la historiografía en la narración de las gestas colectivas. Los periodos se enriquecen con arcaísmos, que subrayan las frecuentes aliteraciones y asíndeton.
Abundan en particular:

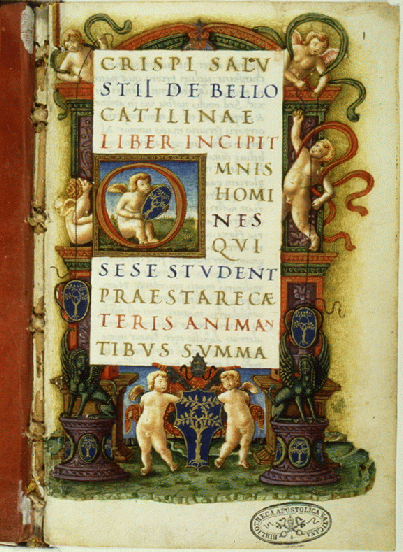
Frontispicio del Bellum Catilinae de Bartolomeo San Vito, realizado para Bernardo Bembo, conservado en la Biblioteca Apostólica Vaticana.

- los arcaísmos gráficos: v.gr. novos (por novus, nuevo), pessumus (por pessimus, pésimo), lubido (ppr libido, placer), advorsus (por adversus, contra), vostra (por vestra, vuestra);
- los arcaísmos morfológicos: -ēre para la tercera persona plural del perfecto de indicativo (en vez del -erunt); -is en el acusativo plural de los sustantivos con tema en -i (por ejemplo, omnis por omnes, todos); -i en el genitivo y u en el dativo singular de los sustantivos de la cuarta declinación (por ejemplo, senati por senatus, del senado; luxu por luxui, al lujo); el dativo del pronombre relativo quis (por quibus, a los cuales); el subjuntivo forem (por essem, que yo fuese); otras formas no asimiladas, como conruptus (por corruptus, corrupto);
- los arcaísmos lexicales: la desinencia más solemne -udo por -tas (por ejemplo, claritudo, por claritas, fama); la desinencia -mentum por -men (por ejemplo, cognomentum por cognomen, apellido); los recursos poéticos (mortalis por homo, hombre, ser humano; algor por frigus, frío).
- la inversión de construcciones clásicas: por ejemplo, militiae et domi (por domi militiaeque, en paz y en guerra);
- las variationes: v.gr. pars... alii (por el más frecuente alii... alii, algunos... otros).

Por tanto, se trata de un estilo arcaizante, pero al mismo tiempo innovador, capaz de introducir un léxico y una sintaxis en contraste con los paradigmas del lenguaje literario de la época. Salustio evita reproponer los efectos dramáticos del estilo trágico tradicional, prefiriendo suscitar emociones partiendo de una descripción realista del evento (definido a veces como sobriedad trágica) y buscando una gran dramatización del advenimiento, rica de pathos.

## Relevancia de Salustio
En conjunto, el veredicto resulta favorable a Salustio como historiador. En el período inmediatamente sucesivo a la muerte de Salustio, circula contra él una Invectiva in Sallustium, erróneamente atribuida a Cicerón y considerada la respuesta encendida a la Invectiva in Ciceronem, también de atribución dudosa; sin embargo, parece que se trata, en ambos casos, de un documento falso preparado en una escuela de retórica. Más tarde se elabora una sátira contra Salustio, en la que se le acusa de haber saqueado y defraudado a Cicerón.
Tácito cita con frecuencia a Salustio en sus Anales, y lo usa como modelo para su moralismo trágico que dará forma a su De vita et moribus Iulii Agricolae. En esa obra, Tácito inicia una áspera polémica contra la ávida política imperialista de Roma, tomando inspiración de la denuncia análoga del Bellum Iugurthinum. Quintiliano también cita a menudo las obras de Salustio, lo recuerda como un historiador superior a Tito Livio, y no vacila en situarle al mismo nivel que Tucídides. También es apreciado por escritores de la talla de Marcial.
Salustio fue ampliamente imitado en la edad de los Antoninos. Zenobio tradujo al griego toda la obra historiográfica de Salustio. Su historiografía fue apreciada tanto por autores paganos que cristianos, y fue retomado también en el Medioevo y en el Renacimiento por sus contenidos morales.
Durante la época humanista fue empleado como modelo para la prosa junto con Tácito, en particular por autores como Leonardo Bruni y Angelo Poliziano. Precisamente Poliziano escribió en 1478 un comentario (Pactianae coniurationis commentarium), de estilo y argumentación salustiana, acerca de la conspiración de los Pazzi. Sin embargo, a partir de la segunda mitad del siglo XVI, se preferirá a Tácito, sea por su acercamiento lingüístico que por su estilo.
En el siglo XVIII, Vittorio Alfieri preparará las dos traducciones en italiano de las monografías de Salustio. El filósofo alemán Nietzsche reconocerá —en El crepúsculo de los ídolos— a Salustio el mérito de haberle abierto al gusto por el epigrama.
Salustio impulsó prácticamente por sí solo una nueva línea literaria. Mientras sus predecesores habían sido poco más que arduos cronistas, él acometió la tarea de explicar las conexiones y el significado de los acontecimientos, siendo además un buen descriptor de personajes. El contraste entre su juventud y el tono altamente moral adoptado en sus escritos se usó frecuentemente como motivo de reproches hacia su figura, aunque no existe ninguna razón para pensar que no se hubiera reformado.
Un hecho a tener el cuenta es que Salustio relató acontecimientos vividos en primera persona, por lo que ser imparcial resultaba una tarea mucho más complicada. Así, puede que adoptara una actitud crítica para conseguir dicha imparcialidad, ya que si su trato era demasiado encomiástico, su relato corría el riesgo de perder credibilidad. Salustio, en contraposición a Tito Livio, propondrá ejemplos a evitar.
En cualquier caso, su conocimiento de sus antiguas debilidades le podría haber llevado a adoptar un punto de vista pesimista sobre la moralidad de sus compatriotas, y por lo tanto, a juzgarles severamente. Su modelo era Tucídides, a quien imitaba en sus sentencias e imparcialidad, en la introducción de las reflexiones filosóficas y discursos, y en la brevedad de su estilo que algunas veces bordeaba la oscuridad. Estos recursos imitados de la figura de Tucídides constituyen las bases de la historia como género literario.
Su preferencia por las viejas palabras y frases (es decir, la utilización de arcaísmos) en las que imitaba a su contemporáneo Catón el Joven, fue ridiculizada como un defecto por autores como Tito Livio o Gayo Asinio Polión.